# Franciszek Jeziorski
Franciszek Jeziorski (ur. 25 stycznia 1914 w Obrębie, zm. 1987) – polski urzędnik i polityk, poseł na Sejm PRL IV i V kadencji.

## Życiorys
Uzyskał wykształcenie wyższe niepełne. Zasiadał w Wojewódzkim Komitecie Zjednoczonego Stronnictwa Ludowego w Piotrkowie Trybunalskim, był też prezesem Powiatowego Komitetu oraz wiceprezesem Miejsko-Gminnego Komitetu ZSL w Radomsku. W latach 1945–1985 pełnił funkcję dyrektora Okręgowej Spółdzielni Mleczarskiej w Radomsku. W 1965 i 1969 uzyskiwał mandat posła na Sejm PRL w okręgu Piotrków Trybunalski, przez dwie kadencje zasiadał w Komisji Handlu Wewnętrznego.
W 2011 zarejestrowano Związek Zawodowy Pracowników Okręgowej Spółdzielni Mleczarskiej w Radomsku im. Franciszka Jeziorskiego.
Został pochowany na cmentarzu Starym w Radomsku.

## Odznaczenia
- Order Sztandaru Pracy I klasy
- Krzyż Oficerski Orderu Odrodzenia Polski
- Krzyż Kawalerski Orderu Odrodzenia Polski
- Złoty Krzyż Zasługi
- Srebrny Krzyż Zasługi
- Medal 10-lecia Polski Ludowej
- Odznaka 1000-lecia Państwa Polskiego
- Medal „Za zasługi dla Ruchu Ludowego” im. Wincentego Witosa